# Jean Marmot
Jean Marmot, né le 19 août 1937 à Rabat et mort le 6 juillet 2004 à Suresnes, est un haut fonctionnaire français, spécialiste de la sécurité sociale.
Sorti de l'École nationale d'administration en 1963, sa vie professionnelle a été marquée, au moins à partir de 1967, par son engagement en faveur d’une sécurité sociale qui associerait efficacité sociale et efficacité économique. 

## Biographie

### Jeunesse et études
Jean Marmot est licencié en droit, diplômé d'études supérieures d'économie politique et de sciences économiques et de l'Institut d'études politiques de Paris et élève de l'École nationale d'administration, promotion « Saint-Just » en 1963.

### Parcours professionnel
- 1961 (février) / 1963 (mai) : élève à l'École nationale d'administration
- 1963 (juin): auditeur de 2e classe à la Cour des comptes
- 1963 (décembre): rapporteur près le conseil supérieur de la Sécurité sociale, de la commission supérieure des allocations familiales et les organismes rattachés à leur secrétariat général
- 1964 (avril) / 1967 (mars) : conseiller technique à la délégation générale à la promotion sociale
- 1964 (décembre) : auditeur de 1re classe à la Cour des comptes
- 1966 (mars) / 1968 (décembre): secrétaire général adjoint du conseil supérieur de la Sécurité sociale et de la commission supérieure des allocations familiales et des organismes rattachés à leur secrétariat général
- 1968 (décembre) : conseiller référendaire de 2e classe à la Cour des comptes
- 1968 (décembre) / 1972 (décembre) : placé en disponibilité. Président de la chambre des comptes à la Cour suprême de la République malgache
- 1972 (décembre) : réintègre la Cour des comptes
- 1973 : auditeur à la 26e session de l'Institut des hautes études de défense nationale
- 1975 (mai) / 1977 (janvier) : rapporteur près la Cour de discipline budgétaire et financière
- 1975 (septembre) / 1980 (décembre) : chef adjoint de la section économique à l'Institut des hautes études de Défense nationale
- 1977 (janvier) : délégué dans les fonctions d'avocat général près la Cour des comptes
- 1978 (mars) : conseiller référendaire de 1re classe de la Cour des comptes
- 1981 (février) / 1983 (juillet) : placé en disponibilité. Directeur de la Sécurité sociale au ministère des Affaires sociales et de la Solidarité nationale
- 1983 (juillet) : réintègre la Cour des comptes
- 1983 (novembre) / 1984 : commissaire du Gouvernement près la Cour de discipline budgétaire et financière
- 1984 (février) : placé en service détaché. Directeur au Commissariat à l'énergie atomique, conseiller du secrétaire général pour les affaires de gestion
- 1984 (octobre) / 1991 (février) : secrétaire général du Commissariat à l'énergie atomique
- 1986 (décembre) : conseiller maître à la Cour des comptes. Maintenu en service détaché
- 1987 (janvier) / 1996 (novembre) : secrétaire général de la commission des comptes de la Sécurité sociale
- 1987 (avril) / 1987 (novembre) : rapporteur général des États généraux de la Sécurité sociale
- 1991 (mars) : réintègre la Cour des comptes
- 1993 (juillet) / 1996 (novembre) : président du Comité économique du médicament
- 1996 (novembre) / 2003 (août) : président de chambre à la Cour des comptes (5e chambre)
- 2002 (juin) : nommé par le président de la République au Conseil supérieur de la magistrature
- 2003 (août) : président de chambre maintenu en activité à la Cour des comptes

Sa dernière contribution à la Sécurité Sociale aura été le Rapport sur l’attractivité de la France pour les industries des biens de santé , remis en mai 2004 au gouvernement, sur les industries des biens de santé. « Plus un pays importera ses produits de santé, notamment des États-Unis (...), écrivait-il, plus il rendra vulnérables ses propres mécanismes de maîtrise des dépenses sociales. »

### Parcours professoral
Jean Marmot a enseigné à l'IEP de Paris de 1965 à 1979, et à l'ENA en 1968 et 1969.

## Distinctions
- Chevalier de la Légion d'honneur.
- Commandeur de l'ordre national du Mérite.